# Tomáš Poznar
Tomáš Poznar (Zlín, 27 de septiembre de 1988) es un futbolista checo que juega en la demarcación de delantero para el F. C. Fastav Zlín de la Liga Nacional de Fútbol de la República Checa.

## Selección nacional
Hizo su debut con la selección de fútbol de República Checa el 14 de octubre de 2020 en un partido de la Liga de Naciones de la UEFA contra Escocia que finalizó con un resultado de 1-0 a favor del combinado escocés tras el gol de Ryan Fraser.

## Clubes
| Club                          | País            | Año       | Partidos | Goles |
| ----------------------------- | --------------- | --------- | -------- | ----- |
| M. F. K. Vítkovice (cedido)   | República Checa | 2008-2009 | 16       | 3     |
| F. C. Fastav Zlín             | República Checa | 2009-2013 | 80       | 18    |
| F. C. Spartak Trnava (cedido) | Eslovaquia      | 2013      | 11       | 3     |
| F. C. Fastav Zlín             | República Checa | 2013-2016 | 74       | 27    |
| F. C. Viktoria Plzeň          | República Checa | 2016-2017 | 24       | 2     |
| F. C. Baník Ostrava (cedido)  | República Checa | 2017-2018 | 30       | 4     |
| F. C. Fastav Zlín             | República Checa | 2018-2022 | 106      | 34    |
| Bruk-Bet Termalica Nieciecza  | Polonia         | 2022-2024 | 59       | 14    |
| F. C. Spartak Trnava          | Eslovaquia      | 2024      | 18       | 1     |
| F. C. Fastav Zlín             | República Checa | 2024-     | 31       | 8     |